# Rodovia do Contorno (Volta Redonda)
Rodovia Prefeito Nelson dos Santos Gonçalves, mais conhecida por Rodovia do Contorno, é uma rodovia localizada dentro da cidade de Volta Redonda que liga a Rodovia Lúcio Meira (ou BR-393) à BR-116, mais conhecida por Via Dutra, e que possui uma extensão total de 12,54 km. A Rodovia do Contorno foi projetada para desviar o transito pesado da área central da cidade.
Após 22 anos de obra, esta rodovia foi finalmente inaugurada no dia 08 de dezembro de 2017, com um custo total de R$ 104 milhões.

## A Rodovia do Contorno
O nome oficial da rodovia é, de acordo com a Lei Federal nº 11.792, de 2 de outubro de 2008, Rodovia Prefeito Nelson dos Santos Gonçalves. Ela compreende um trecho de 12,54 km com início no quilômetro 282,9 da BR-393 e término no entroncamento com a BR-116 (Via Dutra).
São três os trevos de acesso à rodovia – um na altura da BR-393, outro na divisa com Pinheiral e o terceiro na Rodovia dos Metalúrgicos.

## Histórico
O anúncio da construção da rodovia ocorreu em 1995. O projeto da obra, porém, data da década de 1970. A princípio, a responsabilidade pela construção da rodovia era do governo federal, que passou esta responsabilidade ao governo do estado do Rio no governo Lula.
Logo no primeiro ano de construção, a obra sofreu a primeira interrupção. O Tribunal de Contas da União mandou parar as obras por suspeita de superfaturamento. Os serviços só foram retomados sete anos mais tarde.
Depois dessa retomada nas obras, inúmeras outras interrupções também viraram notícias. Algumas por suspeitas de irregularidades, outras por falta de verba e até por problemas ambientais. A cada vez que a obra reiniciada, mais dinheiro público era investido.
Em 2005, a obra foi paralisada em definitivo. Em 2006, uma reportagem mostrou que, sem manutenção, o asfalto apresentava muitos problemas.
A paralisação das obras transformou o local em depósito de lixo. Em dezembro de 2010 os trabalhos reiniciaram, mas pararam no mês seguinte, com a descoberta, durante uma escavação, de mais de meia tonelada de resíduos sólidos despejada no caminho. A Companhia Siderúrgica Nacional (CSN) teve que retirar o material, que estava no aterro irregular há 40 anos.
Em Setembro de 2017, 12 anos após a paralisação, a obra foi retomada pela última vez, sendo inaugurada em dezembro deste mesmo ano. nome oficial é Prefeito Nelson dos Santos Gonçalves, de acordo com a Lei Federal nº 11.792, de 2 de outubro de 2008. A estrada compreende um trecho de 12,54 km com início no quilômetro 282,9 da BR-393 e término no entroncamento com a BR-116 (Via Dutra).